# 始順序数
始順序数（しじゅんじょすう、英: initial ordinal）または始数（しすう、initial）とは、任意の順序数βに対してβ<α⇒card(β)<card(α)を満たす順序数αの事である (ここでcard(Ｘ)とは集合Ｘの濃度を表す) 。特に、濃度mの始順序数は、この定義により「濃度mの順序数のうち最小の順序数」となることからこのように呼ばれている (むしろこちらを定義とすることもある) 。
また文献によっては、単にもっとも初めの順序数たる0を指すこともある。これは0が後続順序数、極限順序数のいずれでもないことを明示するが、形式的な分類名以上の意味はなく、つまらない。
そのため、本記事では主に前者の意味での解説を行う。
フォン・ノイマンの割り当てとは、順序数を用いて濃度を割り当てる方法である。フォン・ノイマンによる順序数の定義を用いて、整列可能な集合 U に対して、その濃度を U と等濃な最小の順序数として割り当てる。より正確にいえば、
{\displaystyle |U|=\mathrm {card} (U)=\inf\{\alpha \in \mathrm {ON} \ |\ \alpha =_{c}U\}}
である。ここで、 ON は順序数のクラスである。この順序数を濃度の始順序数と呼ぶ。
このような順序数がただ一つ存在することは、置換公理を用いると、U が整列可能であることと順序数のクラスが整列されていることから保証される。完全な選択公理を仮定するとどの集合も整列可能であり、ゆえにどの集合も濃度を持つと言える（順序数から導かれる順序で濃度を整列すればよい。この順序は ≤c による順序と同じであり、基数の整列順序である。

## 基数の始順序数
この順序数も濃度として1つの基数が対応する（これは単に順序数から順序関係を取り除くことで得られる）。どの整列集合もその順序型と濃度が等しい順序数を持つ。ある基数と同じ濃度を持つ最小の順序数を、その基数の始順序数と呼ぶ。有限順序数（自然数）はすべて始順序数であるが、ほとんどの無限順序数は始順序数ではない。選択公理は、「どの集合も整列可能である」という主張、すなわち「どの基数も始順序数を持つ」という主張とと等価である。この場合、慣例的に基数とその始順序数を同一視し、始順序数は基数であると表現する。
{\displaystyle \alpha }番目の無限始順序数を {\displaystyle \omega _{\alpha }} と書く。この基数を {\displaystyle \aleph _{\alpha }}（{\displaystyle \alpha }番目のアレフ数）と書く。例えば、{\displaystyle \omega _{0}=\omega }, {\displaystyle \omega ^{2}}, {\displaystyle \omega ^{\omega }}, {\displaystyle \epsilon _{0}}（これらはいずれも可算順序数）の濃度はいずれも {\displaystyle \aleph _{0}} である。そこで、 {\displaystyle \omega _{\alpha }} と {\displaystyle \aleph _{\alpha }} を同一視する。ただし、{\displaystyle \aleph _{\alpha }} という表記は基数に用い、{\displaystyle \omega _{\alpha }} という表記を順序数に用いる。この点は、基数の算術が順序数の算術と異なるため重要である。例えば {\displaystyle \aleph _{\alpha }^{2}} = {\displaystyle \aleph _{\alpha }} である一方で {\displaystyle \omega _{\alpha }^{2}} > {\displaystyle \omega _{\alpha }} である。また、{\displaystyle \omega _{1}} は最小の非可算な順序数（この存在を示すためには、自然数の整列順序の同値類の集合を考えれば良い。すなわち、そのような整列順序のそれぞれによって可算順序数が定義され、{\displaystyle \omega _{1}} がこの集合の順序型となる）、{\displaystyle \omega _{2}} は濃度が {\displaystyle \aleph _{1}} より大きい最小の基数、等々、そして {\displaystyle \omega _{\omega }} は {\displaystyle \omega _{n}} の自然数 {\displaystyle n} に関する極限を表す（どの基数の極限も基数であるため、この極限は実際にすべての {\displaystyle \omega _{n}} よりも後ろの、最初の基数となる)。
無限始順序数は極限順序数である。順序数の算術によって  {\displaystyle \alpha <\omega _{\beta }} から {\displaystyle \alpha +\omega _{\beta }=\omega _{\beta }} が、1 ≤ α < ωβ から α · ωβ = ωβ が、2 ≤ α < ωβ から αωβ = ωβ がそれぞれ導かれる。ヴェブレン階層を使うと、β ≠ 0 かつ α < ωβ が {\displaystyle \varphi _{\alpha }(\omega _{\beta })=\omega _{\beta }\,} かつ Γωβ = ωβ を含意する。実際にはこれ以降についても考えることができるため、順序数として、無限始順序数は非常に強い極限のたぐいとなる。